# Rhynchospora steyermarkii
Rhynchospora steyermarkii är en halvgräsart som beskrevs av Tetsuo Michael Koyama. Rhynchospora steyermarkii ingår i släktet småag, och familjen halvgräs. Inga underarter finns listade i Catalogue of Life.